# San Jacinto de Buena Fé
San Jacinto de Buena Fé è una parrocchia urbana dell'Ecuador, capoluogo del cantone di Buena Fé, nella provincia di Los Ríos.